# Los Angeles D-Fenders 2014-2015
La stagione 2014-15 dei Los Angeles D-Fenders fu l'8ª nella NBA D-League per la franchigia.
I Los Angeles D-Fenders arrivarono quarti nella West Division con un record di 17-33, non qualificandosi per i play-off.

## Roster
| N° | Naz.                       | Ruolo | Sportivo          | Anno | Alt. | Peso |
| -- | -------------------------- | ----- | ----------------- | ---- | ---- | ---- |
| 0  | Stati Uniti (bandiera)     | G     | Keith Appling     | 1992 | 185  | 84   |
| 0  | Stati Uniti (bandiera)     | G     | Dexter Strickland | 1990 | 191  | 82   |
| 2  | Stati Uniti (bandiera)     | A     | Xavier Henry      | 1991 | 198  | 100  |
| 3  | Stati Uniti (bandiera)     | A     | Tarik Black       | 1991 | 206  | 113  |
| 3  | Stati Uniti (bandiera)     | C     | Ryan Kelly        | 1991 | 211  | 103  |
| 4  | Stati Uniti (bandiera)     | G     | Naadir Tharpe     | 1991 | 180  | 77   |
| 7  | Stati Uniti (bandiera)     | G     | Jabari Brown      | 1992 | 196  | 97   |
| 7  | Stati Uniti (bandiera)     | G     | Gideon Gamble     | 1990 | 201  | 88   |
| 9  | Stati Uniti (bandiera)     | G     | Vander Blue       | 1992 | 193  | 91   |
| 10 | Stati Uniti (bandiera)     | G     | Jamaal Franklin   | 1991 | 196  | 87   |
| 11 | Stati Uniti (bandiera)     | G     | Andre Ingram      | 1985 | 191  | 88   |
| 14 | Stati Uniti (bandiera)     | A     | Roscoe Smith      | 1991 | 203  | 98   |
| 15 | Stati Uniti (bandiera)     | A     | Jamario Moon      | 1980 | 203  | 98   |
| 15 | Stati Uniti (bandiera)     | A     | Will Sheehey      | 1992 | 201  | 91   |
| 17 | Stati Uniti (bandiera)     | G     | Manny Harris      | 1989 | 196  | 84   |
| 18 | Stati Uniti (bandiera)     | G     | Josiah Turner     | 1992 | 191  | 87   |
| 19 | Stati Uniti (bandiera)     | A     | Charles Hinkle    | 1988 | 196  | 93   |
| 21 | Stati Uniti (bandiera)     | G     | Jordan Clarkson   | 1992 | 196  | 85   |
| 22 | Rep. Dominicana (bandiera) | AC    | Eloy Vargas       | 1988 | 211  | 109  |
| 23 | Stati Uniti (bandiera)     | C     | Travis Hyman      | 1987 | 213  | 111  |
| 23 | Stati Uniti (bandiera)     | A     | Jarvis Varnado    | 1988 | 206  | 104  |
| 24 | Australia (bandiera)       | AC    | Ater Majok        | 1987 | 208  | 106  |
| 34 | Camerun (bandiera)         | AC    | Alfred Aboya      | 1985 | 206  | 105  |
| 50 | Stati Uniti (bandiera)     | A     | Zach Andrews      | 1985 | 206  | 104  |

## Staff tecnico
- Allenatore: Phil Hubbard
- Vice-allenatori: Jordan Brady, Jermaine Byrd, Gene Cross
- Preparatore atletico: Nina Hsieh